# Bistum Ihosy
Das Bistum Ihosy (lat.: Dioecesis Ihosiensis) ist eine in Madagaskar gelegene römisch-katholische Diözese mit Sitz in Ihosy.

## Geschichte
Das Bistum Ihosy wurde am 13. April 1967 durch Papst Paul VI. mit der Apostolischen Konstitution Mirifice sane aus Gebietsabtretungen der Bistümer Fort-Dauphin und Farafangana errichtet und dem Erzbistum Fianarantsoa als Suffraganbistum unterstellt.

## Bischöfe von Ihosy
- Luigi Dusio CM, 1967–1970
- Jean-Guy Rakodondravahatra MS, 1972–1996
- Philippe Ranaivomanana, 1999–2009, dann Bischof von Antsirabé
- Fulgence Razakarivony, seit 2011